# Bajt Lahíja
Bajt Lahíja (arabsky بيت لاهيا) je město v Pásmu Gazy v governorátu Severní Gaza. Název pochází z aramejštiny (syrštiny) a znamená poušť. Město je obklopeno písečnými dunami a porosty fíkovníků a citrusů. Nachází se tu ruiny vesnice, mešity z konce fátimovské dynastie a počátku ajjúbovské dynastie a také několika mešit z doby Osmanské říše.
Problém pro město představuje jeho poloha na samém severu pásma Gazy. Město často používají bojovníci z Brigád Izz ad-Dína al-Kassáma jako odpaliště raket a je proto častým terčem útoků ze strany izraelské armády. Např. v roce 2006 zabila exploze na pláži 8 lidí, v roce 2008 zabila špatně odpálená raketa Kassám dvě palestinské školačky a v roce 2009 zabila izraelská raketa nejméně 13 lidí v mešitě al-Maqadna.